# Хотькин, Леонид Лазаревич
Леонид Лазаревич Хо́тькин (1936—2000) — российский капитан дальнего плавания, лауреат Государственной премии СССР (1972).

## Биография
С 1952 года, после окончания Пиндушской школы фабрично-заводского обучения по специальности плотник, работал судовым плотником, матросом Беломорско-Онежского пароходства.
Окончил Ленинградское речное училище и Петрозаводскую школу флотского командного состава. Под руководством капитана Л. Л. Хотькина проводились испытания новых судов смешанного (река-море) плавания в зимних условиях при штормах в Баренцевом море.
С 1967 года работал капитаном сухогруза «50 лет Советской власти», позже — капитаном-инспектором Государственной речной судоходной инспекции по Беломорско-Онежскому бассейну.
Избирался депутатом Верховный Совет Карельской АССР. Ему дважды присваивалось звание «Лучший капитан речного флота РСФСР».

## Память
Имя Леонида Хотькина было присвоено в 2001 году одному из теплоходов Беломорско-Онежского пароходства.